# Nebraska Cranes
I Nebraska Cranes sono stati una franchigia di pallacanestro della USBL, con sede a Kearney, in Nebraska, attivi tra il 2005 e il 2006.
Vinsero il titolo USBL nel 2006, battendo in finale i Dodge City Legend 100-92. Nonostante il successo, si sciolsero dopo il campionato.

## Palmarès
- United States Basketball League: 1

2006

## Stagioni
| Stagione | Lega | Denominazione   | V  | P  | %    | Piazzamento | Play-off   |
| -------- | ---- | --------------- | -- | -- | ---- | ----------- | ---------- |
| 2005     | USBL | Nebraska Cranes | 14 | 16 | 46,7 | 4º          | Semifinale |
| 2006     | USBL | Nebraska Cranes | 17 | 13 | 56,7 | 3º          | Campioni   |